# 賓傑里
賓傑里（羅馬化：Bendery），或本德尔、蒂吉納（羅馬尼亞語：Tighina），
是位於摩爾多瓦東部的一座城市，現屬於不獲國際承認國家德涅斯特河沿岸共和國實際控制。宾杰里位于德涅斯特河右岸，始建於1408年，面積97.29平方公里，2010年人口93,751。
1710年4月5日，乌克兰扎波罗热哥萨克的《皮利普·俄尔里克宪法》在此签订，这部宪法在孟德斯鸠的三权分立学说诞生以前，就包含了行政、立法、司法权力互相制衡的思想。

## 外部連結
- （波兰語） Bendery (Bender) in the Geographical Dictionary of the Kingdom of Poland (1880)
- City portal （页面存档备份，存于）
- Map of the city （页面存档备份，存于）
- Photos Bender （页面存档备份，存于）